# لیگا پوکال ۲۰۰۵
لیگا پوکال ۲۰۰۵ نهمین دوره از مسابقات لیگا پوکال با نام DFL-Ligapokal و تحت نظارت لیگ فوتبال آلمان (DFL) بود. در این دوره، تغییراتی در قالب رقابت‌ها ایجاد شد و بازی‌های دور مقدماتی همگی در یک ورزشگاه انجام و بازی نهایی در زنترال اشتادیون و به میزبانی شهر لایپزیگ برگزار شد.
در پایان این دوره، شالکه ۰۴ با پیروزی ۱–۰ مقابل اشتوتگارت، نخستین عنوان قهرمانی خود را بدست آورد.

## باشگاه‌های شرکت‌کننده
در مجموع شش تیم به این مسابقات راه یافتند. برچسب‌های داخل پرانتز نشان می‌دهد که هر تیم چگونه به این مسابقات راه یافته‌است:
- اول، دوم، سوم، چهارم، پنجم: جایگاه در بوندسلیگا
- cw: قهرمان جام حذفی
- TH: دارنده عنوان قهرمانی فصل قبل لیگا پوکال

| نیمه‌نهایی                | نیمه‌نهایی             |
| ------------------------ | --------------------- |
| بایرن مونیخTH (اول + CW) | شالکه ۰۴ (دوم)        |
| دور مقدماتی              |                       |
| وردربرمن (سوم)           | اشتوتگارت (پنجم)      |
| هرتابرلین (چهارم)        | بایر ۰۴ لورکوزن (ششم) |

## بازی‌ها

### دور مقدماتی
| وردربرمن    | ۱ – ۰ | بایر ۰۴ لورکوزن |
| ----------- | ----- | --------------- |
| کلاسنیچ ۱۹' | گزارش |                 |

| هرتابرلین                                    | ۰ – ۰ | اشتوتگارت                                   |
| -------------------------------------------- | ----- | ------------------------------------------- |
|                                              | گزارش |                                             |
| ضربات پنالتی                                 |       |                                             |
| مارسیلینیو · مارکس · سالیهوویچ · کواچ · شاهد | ۳ – ۴ | هینکل · هلدت · سولدو · هیتسل‌سپرگر · توماسون |

### نیمه‌نهایی
| بایرن مونیخ | ۱ – ۲ | اشتوتگارت                      |
| ----------- | ----- | ------------------------------ |
| ماکای ۱۹'   | گزارش | هیتسل‌سپرگر ۲۲' · اشترانتزل ۹۰' |

| شالکه ۰۴                  | ۲ – ۱ | وردربرمن  |
| ------------------------- | ----- | --------- |
| بایراموویچ ۳۴' · ساند ۷۱' | گزارش | والدز ۹۰' |

### فینال
| اشتوتگارت | ۰–۱   | شالکه ۰۴   |
| --------- | ----- | ---------- |
|           | گزارش | کورانی ۱۰' |